# Francesco Scaratti
Francesco Scaratti (19 de febrero de 1939, en Roma - 16 de agosto de 2013, en Roma) fue un jugador de fútbol profesional italiano.

## Carrera
Scaratti nació futbolísticamente en el equipo de su país, Torrimpietra, para llegar luego a los jóvenes de Roma y luego ir a uno de los muchos equipos romano, el Romulea, con quien hizo su debut en la Serie IV. Fue vendido en 1959 a Siena, donde jugó de titular en la Serie C.
En 1960 Paolo Mazza lo lleva a Ferrara y le confía al cuidado de Ferrero, en esa temporada entrenador del SPAL. El inicio de Scaratti en la Serie A, fue junto a Sergio Carpanesi, el 2 de octubre de 1960 en Bergamo con un empate ante el Atalanta.